# Lãnh thổ Ủy trị Nam Dương
Ủy trị Nam Dương (南洋庁 (Nam Dương thính) Nan'yō-chō) là một lãnh phận ủy trị Hội Quốc Liên gồm một vài nhóm quần đảo (nay là Palau, Quần đảo Bắc Mariana, Liên bang Micronesia, và Quần đảo Marshall) tại Thái Bình Dương nằm dưới quyền quản lý của Đế quốc Nhật Bản sau sự thất bại của Đế chế Đức trong Thế chiến I.

## Lịch sử

### Lịch sử ban đầu
Theo các điều khoản của Đồng minh Anh-Nhật, sau khi bắt đầu Thế chiến I, Nhật Bản tuyên chiến với Đức vào ngày 23 tháng 8 năm 1914 và tham gia trong một hoạt động chung với quân Anh trong trận Thanh Đảo để chiếm các khu định cư Đức tại tỉnh Sơn Đông. Hải quân Đế quốc Nhật Bản được giao nhiệm vụ đuổi theo và phá hủy Hạm đội Đông Á của Đức và bảo vệ các tuyến thương mại hàng hải của Đồng Minh tại Thái Bình Dương và Ấn Độ Dương.
Trong quá trình này, hải quân Nhật đã chiếm giữ các thuộc địa của Đức tại Quần đảo Mariana, Quần đảo Caroline, Quần đảo Marshall và nhóm Palau, và hầu như không gặp phải kháng cự vào tháng 10 năm 1914.
Sau khi kết thúc Thế chiến I, Hiệp ước Versailles chính thức công nhận việc Nhật Bản chiếm đóng các thuộc địa cũ của Đức tại Micronesia phía bắc xích đạo, và Nhật Bản được trao quyền úy thác hạng C của Hội Quốc Liên.
Phù hợp với các điều khoản ủy thác, Nhật Bản đã tìm cách hợp nhất các hòn đảo thành một phần lãnh thổ của đế quốc, gắn với các chương trình phát triển kinh tế và di dân một cách tích cực. Người Nhật, Người Lưu Cầu và Người Triều Tiên nhập cư cuối cùng đã vượt lên và gấp đôi dân số bản địa của các đảo.

### Chiến tranh Thái Bình Dương
Trong thập niên 1930, hải quân Nhật Bản bắt đầu xây dựng các cảng hàng không, công sự, cảng và các dự án quân sự khác tại các đảo dưới quyền kiểm soát theo Ủy thác, xem các hòn đảo như các "tàu sân bay không bao giờ chìm" với một vai trò quan trọng trong việc phòng thủ quần đảo Nhật Bản chống lại cuộc xâm lược tiềm tàng của Hoa Kỳ. Chúng cũng trở thành các công trình mặt đất quan trọng phục vụ cho các chiến dịch không quân và hải quân trong chiến tranh Thái Bình Dương. Các công trình này được xây dựng trong bí mật, song đây không phải là một hành vi vi phạm trực tiếp Hiệp ước hải quân Washington do hiệp ước này có các điều khoản riêng trong Điều XIX, không áp dụng đối với các Quần đảo Ủy thác.
- Kwajalein một căn cứ chính đã hỗ trợ trận Trân Châu Cảng và trận Đảo Wake.
- Palau đã hỗ trợ trận Philippines
- Saipan đã hỗ trợ trận Guam
- Truk trở thành căn cứ để tiến hành các cuộc đổ bộ lên Tarawa và Makin tại quần đảo Gilbert, cũng như Rabaul, tại Ủy thác của Úc tại Lãnh thổ New Guinea
- Majuro, hỗ trợ các cuộc không kích đảo Howland
- Đảo san hô Jaluit là căn cứ để hải quân Nhật Bản chiếm giữ Nauru và Đảo Ocean.

Ngoài tầm quan trọng về hải quân, Lục quân Đế quốc Nhật Bản còn tận dụng các đảo để hỗ trợ các biệt đội hàng không và trên bộ. Chiến lược "nhảy cóc" do quân đội sử dụng đã khiến Nhật Bản dần đánh mất quyền kiểm soát tất cả các đảo từ năm 1943 đến 1945.
Ủy thác của Hội Quốc Liên đã chính thức bị Liên Hợp Quốc thu hồi vào tháng 7 năm 1947, và Hoa Kỳ thực hiện trách nhiệm quản lý các hòn đảo theo một thỏa thuận Ủy thác của Liên Hợp Quốc và lập nên Lãnh thổ Ủy thác Quần đảo Thái Bình Dương.

## Hành chính
Saipan tại quần đảo Mariana là đảo quan trọng nhất về chính trị và kinh tế với Ủy thác Nam Dương, và sau đó trở thành một trung tâm địnhncư của người Nhật. Đảo quan trọng khác là Truk ở quần đảo Carolines, được củng cố thành một căn cứ hải quân chính của Hải quân Đế quốc Nhật Bản.

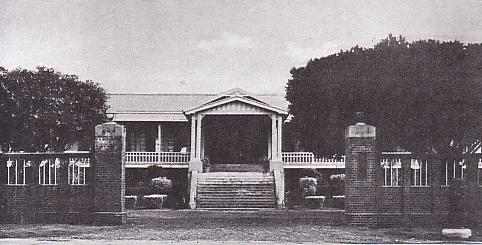
Văn phòng của Ủy thác Nam Dương tại Saipan

Chính quyền của Ủy thác Nam Dương do Hải quân Đế quốc Nhật Bản quản lý, theo đó, khu vực được chia thành 6 vùng hành chính và báo cáo với trụ sở hải quân ở Truk. Sau đó vào tháng 4 năm 1922, chính quyền dân sự được thành lập dưới hình thức một ban hành chính dân sự song vẫn phải báo cáo với các chỉ huy hải quân của mỗi một trong 6 khu hành chính: Saipan, Palau, Yap, Truk, Ponape và đảo san hô Jaluit.
Sau đó, trụ sở của Ủy thác Nam Dương được chuyển từ Truk đến Koror, Palau, và trưởng quan của Ủy thác sẽ thông báo các vấn đề trực tiếp với Thủ tướng Nhật Bản. Tuy nhiên, sau khi thành lập Thác vụ tỉnh, tức bộ thuộc địa, thì trưởng quan của Ủy thác được lệnh phải báo cáo với bộ trưởng Thác vụ tỉnh vào tháng 6 năm 1929.
Khi Thác vụ tỉnh bị hợp nhất vào Đại Đông Á tỉnh vào tháng 11 năm 1942, địa vị đứng đầu của Hải quân Đế quốc Nhật Bản một lần nữa lại được công nhận qua việc bổ nhiệm một đô đốc làm trưởng quan. Hơn nữa, 6 vùng hành chính được giảm xuống còn 3 vào tháng 11 năm 1943: Mariana, Truk và Palau.

## Tầm quan trọng
Dân cư của Ủy thác Nam Dương vẫn còn quá ít để tạo nên một thị trường thu hút và cư dân bản địa có nguồn lực tài chính rất hạn chế đối với việc mua hàng hóa nhập cảng. Ý nghĩa của Ủy thác đối với Đế quốc Nhật Bản là vị trí chiến lược, án ngữ tuyến đường qua Thái Bình Dương và cung cấp điểm dự phòng cho các tàu cần nước ngọt, hoa quả tươi, rau và thịt. Về sau, các đảo trở thành các trạm tiếp than quan trọng cho các tàu chạy bằng hơi nước.

## Dân số
Các số liệu ban đầu (1919-1920) cho lãnh thổ Ủy thác là có 50.000 dân đảo bản địa. Tổng dân số tăng lên 70.000 cư dân vào năm 1930, và trên 80.000 vào năm 1933, và ngày càng nhiều người Nhật định cư tại các đảo. Trong đều tra vào tháng 12 năm 1939, tổng dân số của Ủy thác là 129.104, trong đó 77.257 là người Nhật (bao gồm cả người Đài Loan và Triều Tiên), 51.723 dân bản địa và 124 người ngoại quốc.

## Kinh tế
Các lãnh thổ Ủy trị sản xuất ra một lượng đáng kể mía đường, chuối, dứa, khoai môn, dừa, và các nông sản nhiệt đới khác sáng ngang với Đài Loan. Các đảo cũng cung cấp căn cứ cho các đội tàu đến từ Nhật Bản.
Về lĩnh vực khoáng sản, nhiều đảo có ngành khai thác phosphat cho trồng trọt, đặc biệt là đảo Angaur, sản xuất ra 60.000 tấn mỗi năm. Bauxite là một phân đoạn của thời kinh tế thuộc địa, các loại khoáng sản chỉ xuất hiện trong nhóm Palau. Đảo sản xuất được một số lượng lớn ngọc trai cả tự nhiên và nuôi cấy.